# Marie-Eugène Debeney
Marie-Eugène Debeney (Bourg-en-Bresse, 5 maggio 1864 – Bourg-en-Bresse, 6 novembre 1943) è stato un generale francese.

## Biografia
Marie-Eugène Debeney nacque a Bourg-en-Bresse, Ain. Studente del collegio militare di Saint-Cyr, Marie-Eugène Debeney divenne luogotenente del corpo dei cacciatori nel 1886.
Allo scoppio della prima guerra mondiale nel 1914 divenne capo dello staff della I armata, per poi passare al comando della VII armata nel 1916 e tornare alla I armata come comandante nel 1917, guidando l'offensiva a Montdidier e la conseguente sconfitta di Hindenburg alla battaglia di Saint-Quentin l'8 agosto 1918. A questo punto egli ebbe l'onore di ricevere l'ambasciatore tedesco l'11 novembre 1918 per la firma dell'armistizio con la Francia.
Dopo la guerra fu comandante dell'école de guerre, comandante della piazza di Parigi, quindi capo dello staff della difesa dal 1924 al 1930. Menzionato quattro volte nei dispacci, egli ricevette la gran croce dell'ordine della Legion d'onore. Nel 1926 ricevette anche la médaille militaire come supremo riconoscimento per gli sforzi bellici sostenuti.

## Opere
- La Guerre et les hommes, che vinse il premio de l'Académie Française
- Vauban
- Sur la sécurité militaire de la France